# Plymå

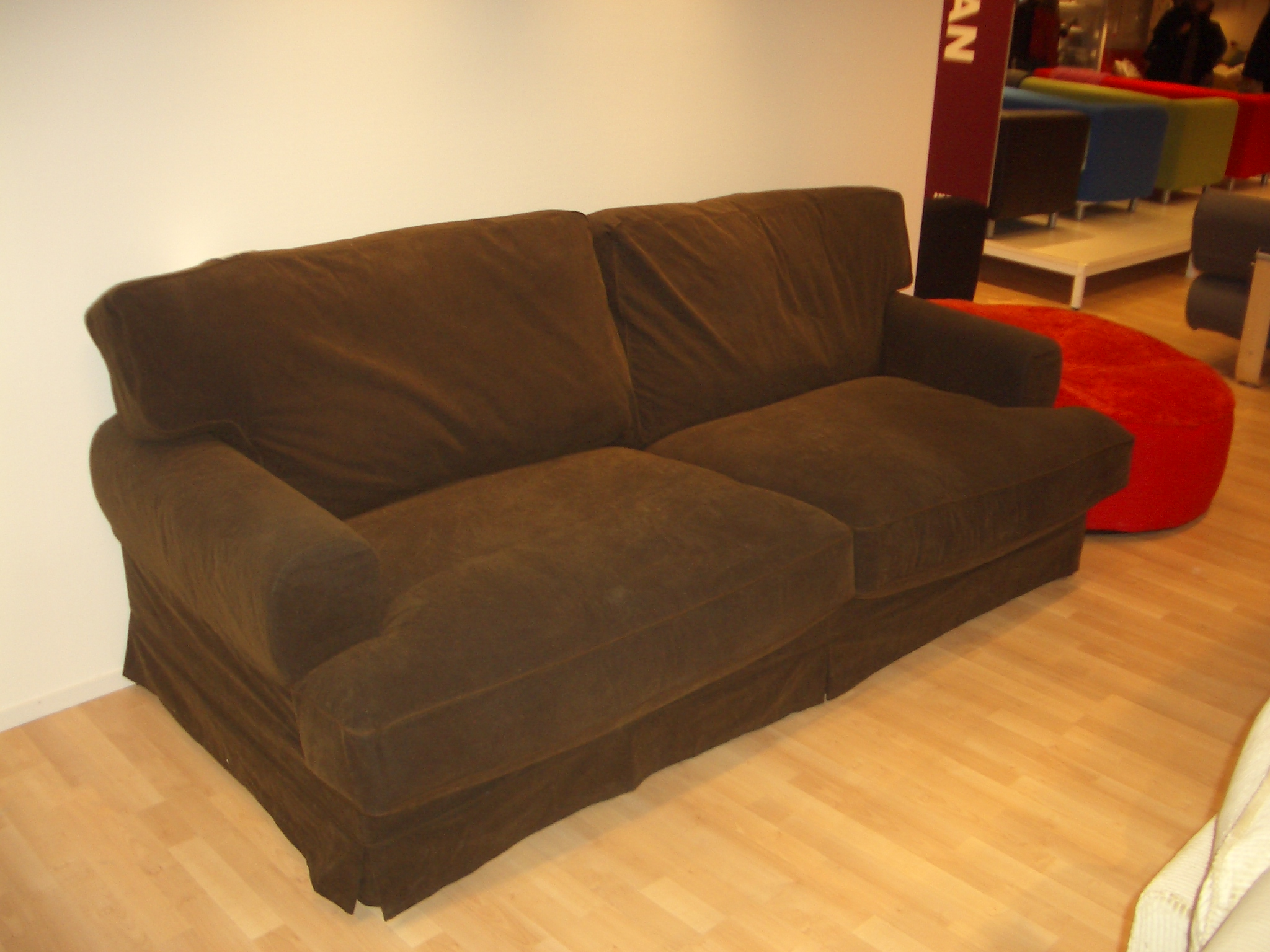
En soffa med stora bruna plymåer.

Plymå (franska: plumeau, med andra betydelser), är en tjock, stoppad, löstagbar dyna i soffa eller fåtölj. Inuti dem kan det finnas resårfjädrar, dun, skumplast eller annan typ av stoppning. Ofta kan plymåerna vara vändbara så man kan slita dem jämnt. Tyget kan vara avtagbart och tvättbart.